# Marlon Solofuti
Pas d'image ? Cliquez ici

a Compétitions nationales et continentales officielles uniquement.

Dernière mise à jour le 25 juillet 2017.
Marlon Solofuti, né le 25 juillet 1981 à Sydney, est un joueur samoan de rugby à XV évoluant au poste de troisième ligne centre. Il joue à la Section paloise depuis 2010.

## Biographie
Marlon Solofuti est titulaire de trois passeports : samoan, néo-zélandais et australien. Il est chrétien, fils d'un pasteur et prie tous les jours avant l'entraînement et avant les matchs. Il commence le rugby à XV aux Samoa au poste d'ailier à l'âge de 8 ans. À 15 ans, il part en Nouvelle-Zélande avant d'achever sa formation en Australie où, à 18 ans, il joue au rugby à XIII au sein des Canberra Raiders avec qui il passe deux saisons avant de revenir vers le rugby à XV en 2001 en rentrant au centre de formation des Brumbies. Après un passage au Japon avec l'équipe des Toyota Verblitz, il revient en Australie et retrouve le club de Manly. En 2010, il s'engage avec la Section paloise pour jouer en Pro D2. En 2013, il est le cinquième meilleur marqueur d'essais de Pro D2, meilleur de la Section paloise avec dix essais et meilleur marqueur d'essais pour un avant.